# Ljubavnici (muzička grupa)
Ljubavnici su muzički sastav iz Beograda, osnovan 2009.godine.

## Istorija benda
Bend su osnovali Aleksandar Maričić, Nenad Jevtić i Miloš Ognjanović.
Prvi EP "Empatija" (objavljen 14.aprila 2009) sadržao je četiri pesme od kojih je za "Jolie"  video spot snimio i režirao Dane Komljen .
Sledeće godine, tačnije 19. oktobra 2010. objavljuju svoj prvi album "Gašenja", čiji omot krasi Maja Atanasijević. Album sa deset pesama je obojen Ognjanovićevom oštrom produkcijom, koju će u kasnijim godinama zameniti senzibilitet novopridošlih članova Dragana Mihajlovića (bas) i Borisa Milanovića (gitara).
Bendu se u tom periodu često pridružuju gosti muzičari: Sofia Dugić (violina), Klaudia Šarić Marić (flauta), Goran Orge Nikolić (gitara).
Drugi album "Svakakve noći" se pojavljuje 6. maja 2014. godine i pored novih 10 sadrži i pesmu "Dve hiljade dana" za koju je tekst napisala Ognjenka Lakićević, članica grupe Autopark.
Omot albuma krase umetnici iz Beograda Milan Nenezić i Mihajlo Jovanović.
Izdavačka kuća Trake iz Beograda objavila je 31. oktobra 2017. godine treći studijski album Ljubavnika pod nazivom "Skrpljeno spašeno", kao kasetno izdanje, u ograničenom tiražu od 100 sivih i 20 srebrnih MC audio kaseta. Spot za pesmu "Brojgel rum" , u pančevačkom klubu Elektrika, snimio je Vladimir Simić - Šiman.
Iste godine Viktorija Jovanović snima i režira video spot za pesmu "Oronule duše" . Spot je snimljen filmskom trakom (8 mm).
Ljubavnici nastupaju uglavnom u Beogradu, retko i u drugim gradovima (Novi Sad, Pančevo, Subotica), a nastupali su kao predgrupa ispred Obojenog Programa u klubu Dragstor u Beogradu 2015. g. i na festivalu Hali Gali u istom klubu .
Na godišnjoj listi najboljih singlova za 2018. godinu, portal Espreso je na četvrto mesto postavio njihovu pesmu "Kao uvek" 
Sa pesmom Brojgel Rum, gostuju na kompilaciji The Music of the Secret Society that Owns Belgrade - Volume 2, objavljenoj od strane turskog izdavača Inverted Spectrum Records. 
Krajem novembra 2020. god. izdavačka kuća Multimedia Music  je objavila reizdanja u digitalnom formatu prvog EP-a "Empatija", prvog i drugog albuma "Gašenja" i "Svakakve noći" i objavila ih na svim poznatim digitalnim platformama (Deezer, Youtube, ITunes i sl.).
Krajem januara 2022. godine objavljen je prvi singl Secikese i špijuni u remiksu DJ Marka Nastića kao prva pesma sa budućeg četvrtog albuma, a februara 2024. godine objavljeni su singlovi Crni mesec i Skala dna koji su pozitivno ocenjeni na regionalnim portalima i emituju se u muzičkim emisijama i top listama. Februara 2025. objavljen je još jedan singl, Plavet.
Krajem 2022. godine Nenad Jevtić zajedno sa Milošem Perišićem pokreće side-project nazvan ''Miloš i Nenad'' sa dva singla Živimo u svetu Boga i Blagoslov sa Neba objavljena na Youtubu.
Po rečima autora benda u najavi je još jedan album koji će se zvati Stari romantizam i čije se snimanje očekuje tokom 2024. godine. 

## Diskografija

### Studijski albumi
- Empatija (2009) EP
- Gašenja (2010)
- Svakakve noći (2014)
- Skrpljeno spašeno (2017)

### Učešća na kompilacijama
- The Music of the Secret Society that Owns Belgrade - Volume 2, - pesma Brojgel Rum (2019)

## Spoljašnje veze
- Ljubavnici - Kao Uvek (Zvanični Spot)
- Ljubavnici na sajtu Diskogs
- Recenzija albuma Svakakve noći
- Recenzija albuma Skrpljeno/Spašeno